# Paul Chaudonneret
Paul Louis Chaudonneret, né le 25 juin 1923 à Fauverney et mort le 24 juillet 2005 à Dijon, est un architecte français qui a bâti essentiellement à Dijon .

## Biographie
Paul Louis Chaudonneret est un architecte dijonnais de la deuxième moitié du XXe siècle, né à Fauverney le 25 juin  1923. Il est le fils de l'architecte Joseph Victor Chaudonneret et de Marie Lucie Paillet, ainsi que le neveu de l'architecte dijonnais Louis Chaudonneret. Il sera l'élève de l'architecte Henri Madelain (1905-2003) à l'école des beaux-arts en 1942 et diplômé le 15 juin 1948. Il est dixième logiste au Concours de Rome le 10 mars 1950 puis huitième logiste le 9 mars 1951 et neuvième logiste le 27 février 1953 ainsi que le 1er Second Grand Prix le premier juillet de la même année. Il recevra la Grande Médaille d’argent de la  Société des architectes diplômés du gouvernement (SADG) en 1953, dont il deviendra membre en 1954.

## Œuvres

### Dijon
- Pavillon du tourisme, de style Bauhaus, situé place Darcy, en collaboration avec l'architecte Gaston Paris et inauguré le 27 octobre 1952[3].
- Immeuble situé au 10 boulevard de la Trémouille, en 1956 [4].
- Faculté des sciences Gabriel avec les architectes François Ruault et Roger Martin Barade, située au 32 boulevard Gabriel en 1957[5],[6], premières esquisses dessinées par l'architecte Gaston Paris[7],[8].
- Gymnase du Lycée Carnot, situé au 16 boulevard Thiers, en 1974[9].
- Rénovation de l'hôtel la Cloche, situé aux 2 avenue de la Première-Armée-Française et 1-3 rue Devosge, en 1982[10],[11]
- Immeubles résidence La Clairière avec l'architecte André Maisonnier, situé aux 64 rue de Longvic et 5-7 rond-point Edmond Michelet, entre 1979 et 1983[12].
- Immeuble à logements situé aux 8 rue François-Mauriac et 20-22-24-26 rue Parmentier, en 1993[13].

### Haulchin
- Église paroissiale Sainte-Marie, située rue d'Haspres, entre 1959 et 1961[14].

## Galerie

### Dijon

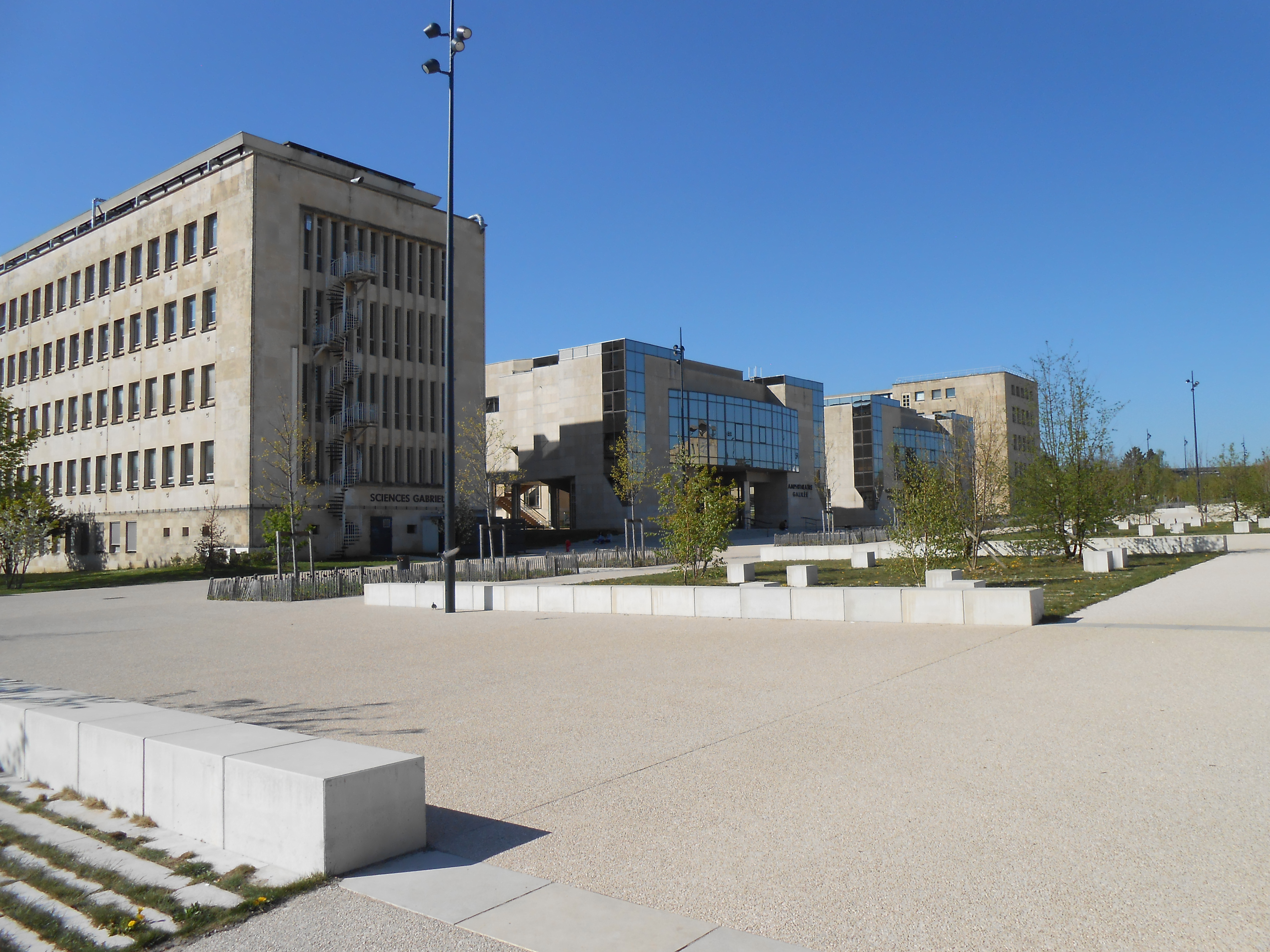
Faculté des Sciences Gabriel
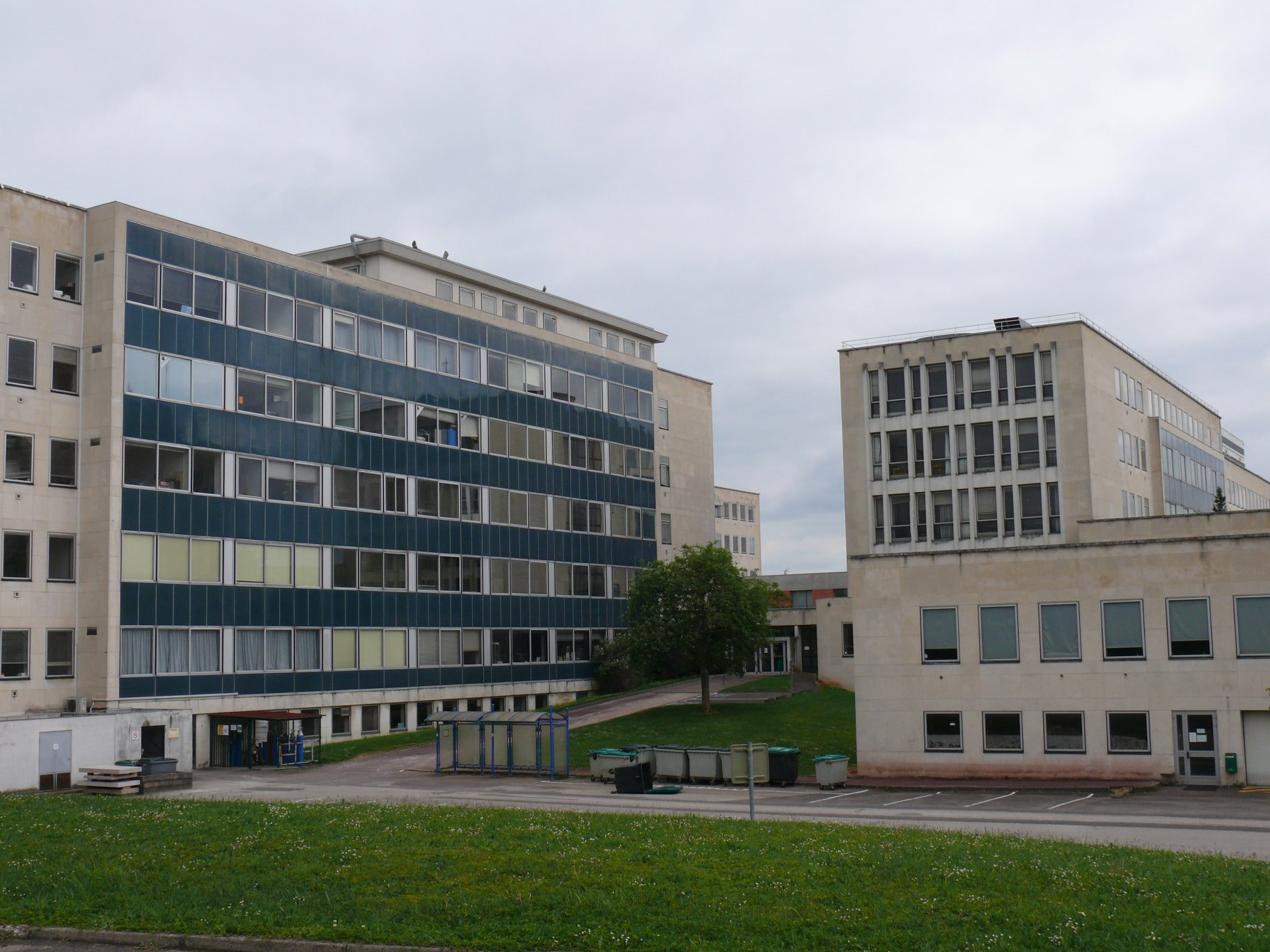
Faculté des Sciences

### Haulchin

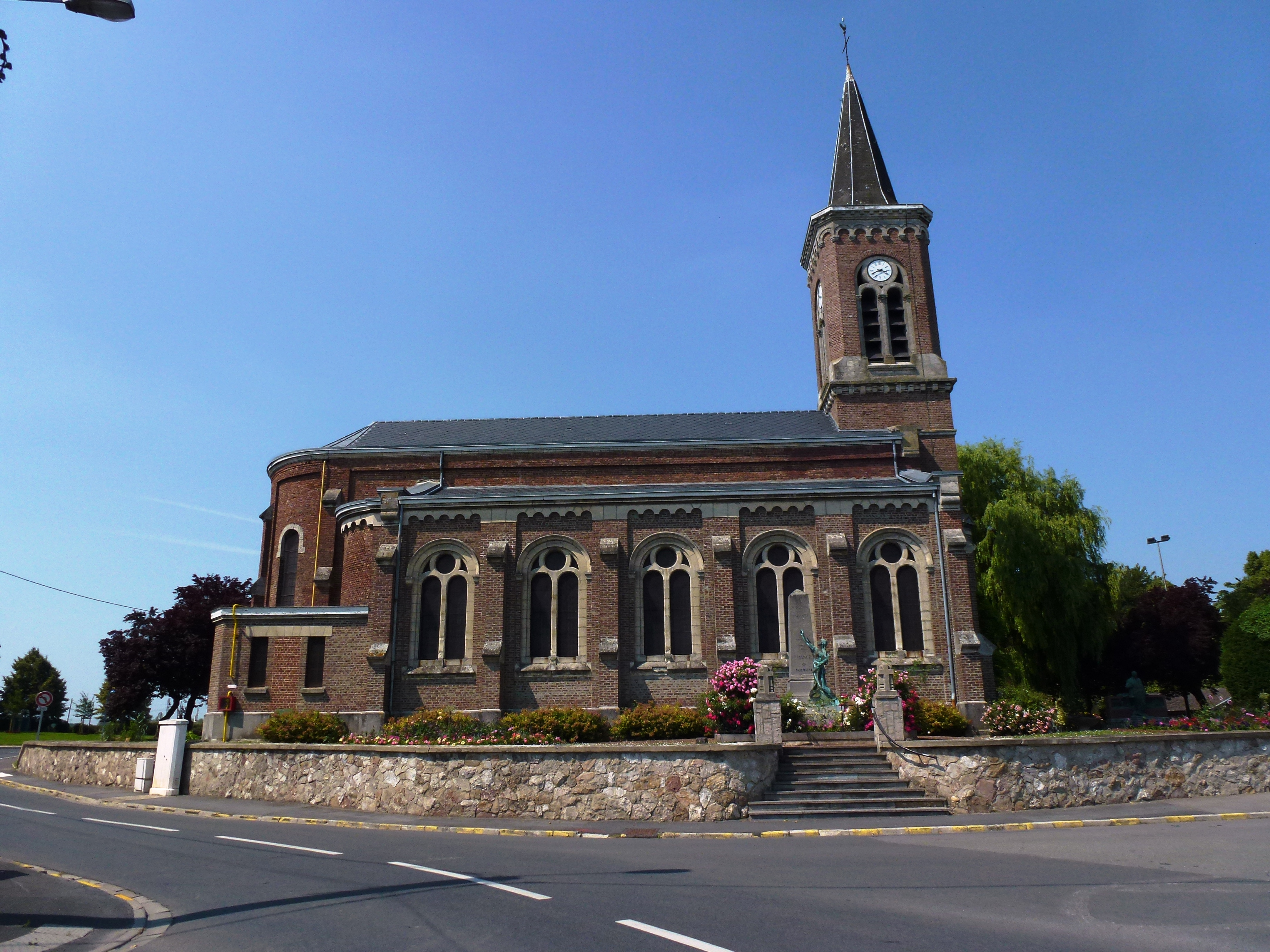
Église paroissiale Sainte-Marie